# DAGR

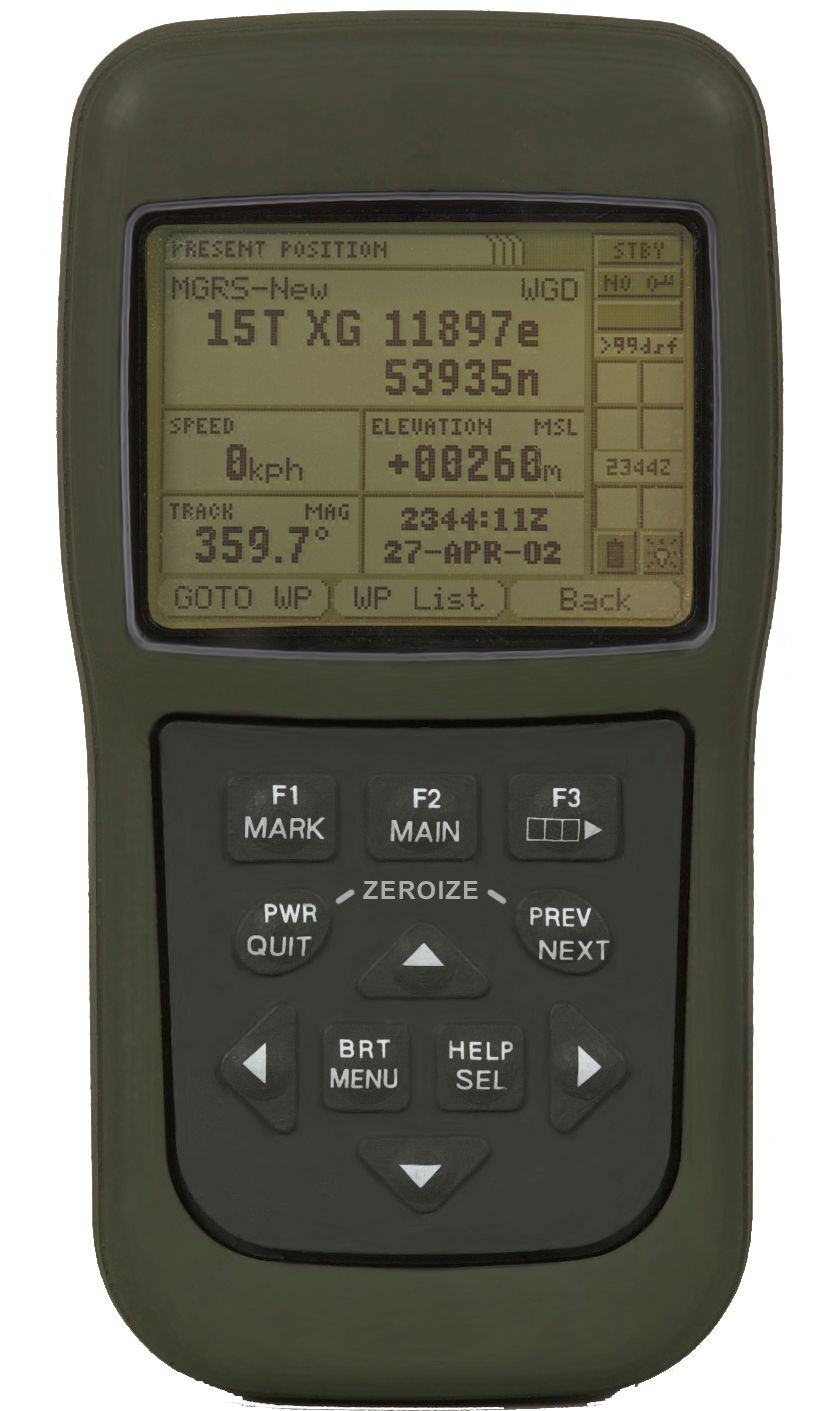
GPS-приемник DAGR.

AN/PSN-13 Defense Advanced GPS Receiver (DAGR) — портативный GPS-приёмник, используемый Министерством обороны США и некоторыми военными службами за пределами США. Это двухчастотный приемник военного класса, оснащенный оборудованием безопасности, необходимым для декодирования зашифрованных сигналов GPS с P(Y)-кодом .
Произведенный компанией Rockwell Collins, DAGR был запущен в производство в марте 2004 г., а 40-тысячная единица была изготовлена в сентябре 2005 г. К концу 2006 г. Rockwell Collins заключила контракты на DAGR почти на 300 миллионов долларов и заказала почти 125 000 единиц. DAGR заменил прецизионный легкий GPS-приемник (PLGR), который был впервые представлен в 1994 году.
Rockwell Collins также производит GPS-приемник, известный как «Polaris Guide», который выглядит как DAGR, но использует только гражданские кодовые сигналы C/A. Эти устройства помечены как «SPS» для «Стандартной службы позиционирования » и могут использоваться невоенными пользователями.

## Характеристики
- Графический экран с возможностью наложения изображений карты.[2]
- 12-канальное непрерывное слежение за спутниками для работы «все в поле зрения».
- Одновременный двухчастотный прием сигнала GPS L1/L2.
- Возможность получения кода Direct-Y
- Время до первого исправления (англ: Time to first fix (TTFF)) - менее чем 100 секунд.
- Время до последующего исправления (TTSF) - меньше 22 секунды
- Расширенная производительность в разнообразной среде помех .
- 41 дБ J/S при сохранении состояния 5 отслеживания.
- 24 дБ во время первоначального получения кода C/A.
- Масса - 0,43 кг
- Срок службы батареи - 14 часов (4 батареи)
- Надёжность - 5 000 часов
- Использует автономный мониторинг целостности приемника (англ: Receiver autonomous integrity monitoring (RAIM)).
- Совместимость с модулем выборочной доступности/анти-спуфинга (англ: Selective availability anti-spoofing module (SAASM)) (в настоящее время версия 3.2).
- Совместимость с расширением глобальной сети GPS (англ: Wide Area GPS Enhancement (WAGE)).
- Устойчив к эффектам многолучевости.
- Может использоваться как обзор систем вооружения
- Применяется в армии США, Корпусе морской пехоты США, ВМС США, ВВС США и в некоторых вооруженных силах за пределами США.
- Размеры позволяют размещение в подсумке с двумя магазинами.
- Приблизительные стоимость: 1832 доллара США[3]